# Världscupen i längdåkning 2012/2013
| Justyna Kowalczyk och Petter Northug vann den totala världscupen 2012/2013 |  | Justyna Kowalczyk och Petter Northug vann den totala världscupen 2012/2013 |
| Justyna Kowalczyk och Petter Northug vann den totala världscupen 2012/2013 |  |                                                                            |

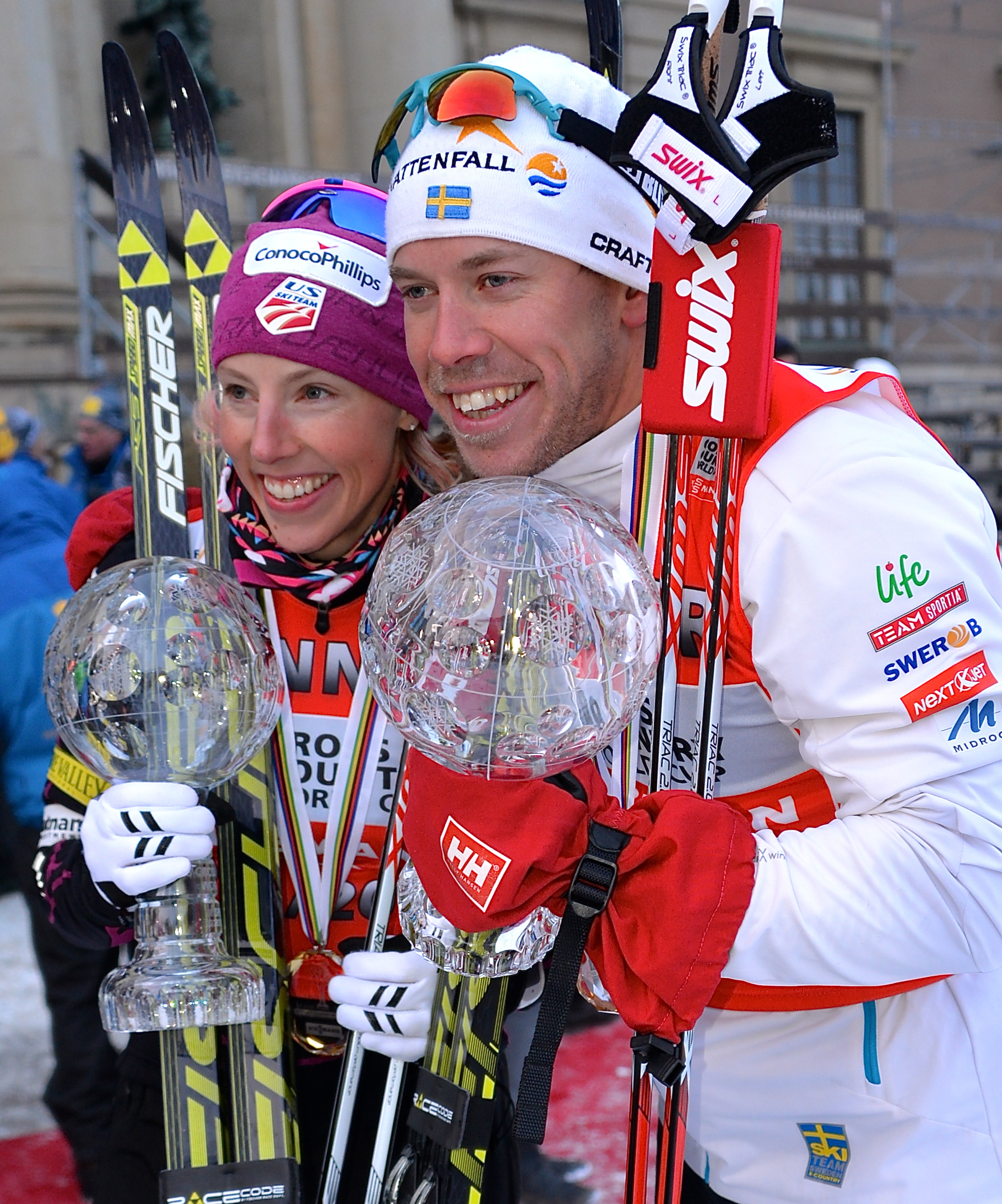
Sprintvinnarna i världscupen, Kikkan Randall och Emil Jönsson, i Stockholm den 20 mars 2013.

Världscupen i längdskidåkning 2012/2013 inleddes den 24 november 2012 i Gällivare, Sverige och avslutades den 24 mars 2013 i Falun, Sverige.
Höjdpunkten denna säsong var VM i Val di Fiemme mellan 20 februari och 3 mars. Världsmästerskapet ingick dock inte i världscupen. Världscupseriens höjdpunkt var den årliga Tour de Ski.
Den totala världscupen vanns av polskan Justyna Kowalczyk och på herrsidan av norrmannen Petter Northug. Distanscupen vanns av Aleksandr Ljogkov och Justyna Kowalczyk. Pokalen för sprintcupen fick Emil Jönsson och Kikkan Randall.
Norge dominerade den totala nationscupen stora delar av säsongen och vann den med hela 14 208 poäng, 5 078 poäng före tvåan Ryssland. Sverige kom trea med 6 352 poäng.

## Tävlingsprogram
Förklaring: (K) = Klassisk stil, (F) = Fristil

### Herrar

#### Individuella tävlingar
| Nr                                                                         | Ort                                 | Disciplin                           | Datum                               | Etta                   | Tvåa                   | Trea                   | Detaljer |
| -------------------------------------------------------------------------- | ----------------------------------- | ----------------------------------- | ----------------------------------- | ---------------------- | ---------------------- | ---------------------- | -------- |
| 1                                                                          | Gällivare                           | 15 km (F) intervallstart            | 24 november 2012                    | Martin Johnsrud Sundby | Aleksej Poltoranin     | Marcus Hellner         |          |
| Nordiska öppningen (30 november till 2 december 2012)                      |                                     |                                     |                                     |                        |                        |                        |          |
| 2                                                                          | Kuusamo                             | Sprint (K)                          | 30 november 2012                    | Nikita Krjukov         | Petter Northug         | Eirik Brandsdal        |          |
| 2                                                                          | Kuusamo                             | 10 km (F) intervallstart            | 1 december 2012                     | Aleksandr Ljogkov      | Petter Northug         | Maurice Manificat      |          |
| 2                                                                          | Kuusamo                             | 15 km (K) jaktstart [not1]          | 2 december 2012                     | Maksim Vylegzjanin     | Dario Cologna          | Martin Johnsrud Sundby |          |
| 2                                                                          | Nordiska öppningen – Slutresultat   | Nordiska öppningen – Slutresultat   | Nordiska öppningen – Slutresultat   | Petter Northug         | Maksim Vylegzjanin     | Aleksej Poltoranin     |          |
| 3                                                                          | Québec                              | Sprint (F)                          | 8 december 2012                     | Emil Jönsson           | Teodor Peterson        | Aleksej Petuchov       |          |
| 4                                                                          | Canmore                             | 15 km (K) masstart                  | 13 december 2012                    | Tim Tscharnke          | Sjur Røthe             | Tobias Angerer         |          |
| 5                                                                          | Canmore                             | Sprint (F)                          | 15 december 2012                    | Emil Jönsson           | Anders Gløersen        | Nikita Krjukov         |          |
| 6                                                                          | Canmore                             | 15 + 15 km skiathlon                | 16 december 2012                    | Maurice Manificat      | Roland Clara           | Sjur Røthe             |          |
| Tour de Ski (29 december 2012 till 6 januari 2013)                         |                                     |                                     |                                     |                        |                        |                        |          |
| 7                                                                          | Oberhof                             | 4 km (F) prolog                     | 29 december 2012                    | Petter Northug         | Marcus Hellner         | Aleksandr Ljogkov      |          |
| 7                                                                          | Oberhof                             | 15 km (K) jaktstart                 | 30 december 2012                    | Maksim Vylegzjanin     | Aleksandr Ljogkov      | Petter Northug         |          |
| 7                                                                          | Val Müstair                         | Sprint (F)                          | 1 januari 2013                      | Finn Hågen Krogh       | Federico Pellegrino    | Len Väljas             |          |
| 7                                                                          | Cortina–Toblach                     | 35 km (F) jaktstart                 | 3 januari 2013                      | Petter Northug         | Aleksandr Ljogkov      | Dario Cologna          |          |
| 7                                                                          | Toblach                             | 5 km (K) intervallstart             | 4 januari 2013                      | Aleksej Poltoranin     | Petter Northug         | Dario Cologna          |          |
| 7                                                                          | Val di Fiemme                       | 15 km (K) masstart                  | 5 januari 2013                      | Aleksej Poltoranin     | Len Väljas             | Alex Harvey            |          |
| 7                                                                          | Val di Fiemme                       | 9 km (F) slutklättring [not1]       | 6 januari 2013                      | Marcus Hellner         | Ivan Babikov           | Roland Clara           |          |
| 7                                                                          | Tour de Ski – Slutresultat          | Tour de Ski – Slutresultat          | Tour de Ski – Slutresultat          | Aleksandr Ljogkov      | Dario Cologna          | Maksim Vylegzjanin     |          |
| 8                                                                          | Liberec                             | Sprint (K)                          | 12 januari 2013                     | Teodor Peterson        | Emil Jönsson           | Pål Golberg            |          |
| 9                                                                          | La Clusaz                           | 15 km (K) masstart                  | 19 januari 2013                     | Aleksej Poltoranin     | Aleksandr Bessmertnych | Dario Cologna          |          |
| 10                                                                         | Sotji                               | Sprint (F)                          | 1 februari 2013                     | Petter Northug         | Dario Cologna          | David Hofer            |          |
| 11                                                                         | Sotji                               | 15 + 15 km skiathlon                | 2 februari 2013                     | Dario Cologna          | Ilja Tjernousov        | Aleksandr Ljogkov      |          |
| 12                                                                         | Davos                               | Sprint (K)                          | 16 februari 2013                    | Aleksej Poltoranin     | Dario Cologna          | Federico Pellegrino    |          |
| 13                                                                         | Davos                               | 15 km (F) intervallstart            | 17 februari 2013                    | Johan Olsson           | Dario Cologna          | Aleksandr Ljogkov      |          |
| Världsmästerskapen i nordisk skidsport 2013 (20 februari till 3 mars 2013) |                                     |                                     |                                     |                        |                        |                        |          |
| 14                                                                         | Lahtis                              | Sprint (F)                          | 9 mars 2013                         | Emil Jönsson           | Ola Vigen Hattestad    | Finn Hågen Krogh       |          |
| 15                                                                         | Lahtis                              | 15 km (K) intervallstart            | 10 mars 2013                        | Petter Northug         | Aleksej Poltoranin     | Martin Johnsrud Sundby |          |
| 16                                                                         | Drammen                             | Sprint (K)                          | 13 mars 2013                        | Petter Northug         | Aleksej Poltoranin     | Nikita Krjukov         |          |
| 17                                                                         | Oslo                                | 50 km (F) masstart                  | 16 mars 2013                        | Aleksandr Ljogkov      | Martin Johnsrud Sundby | Ilja Tjernousov        |          |
| Världscupsavslutning (20 till 24 mars 2013)                                |                                     |                                     |                                     |                        |                        |                        |          |
| 18                                                                         | Stockholm                           | Sprint (K)                          | 20 mars 2013                        | Petter Northug         | Eirik Brandsdal        | Nikita Krjukov         |          |
| 18                                                                         | Falun                               | 3,75 km (F) intervallstart          | 22 mars 2013                        | Petter Northug         | Pål Golberg            | Anders Gløersen        |          |
| 18                                                                         | Falun                               | 15 km (K) masstart                  | 23 mars 2013                        | Eldar Rønning          | Maksim Vylegzjanin     | Martin Johnsrud Sundby |          |
| 18                                                                         | Falun                               | 15 km (F) jaktstart [not1][not2]    | 24 mars 2013                        | Finn Hågen Krogh       | Martin Johnsrud Sundby | Aleksandr Ljogkov      |          |
| 18                                                                         | Världscupsavslutning – Slutresultat | Världscupsavslutning – Slutresultat | Världscupsavslutning – Slutresultat | Petter Northug         | Finn Hågen Krogh       | Martin Johnsrud Sundby |          |

#### Lagtävlingar
| Nr | Ort       | Disciplin          | Datum            | Etta                                                                   | Tvåa                                                                     | Trea                                                                           | Detaljer |
| -- | --------- | ------------------ | ---------------- | ---------------------------------------------------------------------- | ------------------------------------------------------------------------ | ------------------------------------------------------------------------------ | -------- |
| 1  | Gällivare | 4 x 7,5 km stafett | 25 november 2012 | Norge I Eldar Rønning Martin Johnsrud Sundby Sjur Røthe Petter Northug | Sverige I Emil Jönsson Johan Olsson Daniel Richardsson Marcus Hellner    | Ryssland I Jevgenij Belov Maksim Vylegzjanin Aleksandr Ljogkov Ilja Tjernousov |          |
| 2  | Québec    | Sprintstafett (F)  | 7 december 2012  | Kazakstan I Denis Volotka Nikolaj Tjebotko                             | Ryssland I Nikita Krjukov Aleksej Petuchov                               | Norge I Anders Gløersen Eirik Brandsdal                                        |          |
| 3  | Liberec   | Sprintstafett (F)  | 13 januari 2013  | Ryssland II Michail Devjatiarov Nikolaj Morilov                        | Norge I Eirik Brandsdal Pål Golberg                                      | Ryssland I Aleksej Petuchov Nikita Krjukov                                     |          |
| 4  | La Clusaz | 4 x 7,5 km stafett | 20 januari 2013  | Norge Eldar Rønning Didrik Tønseth Martin Johnsrud Sundby Sjur Røthe   | Sverige Daniel Richardsson Johan Olsson Calle Halfvarsson Marcus Hellner | Tjeckien Jiří Magál Lukáš Bauer Aleš Razým Martin Jakš                         |          |
| 5  | Sotji     | Sprintstafett (K)  | 3 februari 2013  | Ryssland I Dmitrij Japarov Maksim Vylegzjanin                          | Sverige I Teodor Peterson Emil Jönsson                                   | Tyskland I Axel Teichmann Tobias Angerer                                       |          |

### Damer

#### Individuella tävlingar
| Nr                                                                         | Ort                                 | Disciplin                           | Datum                               | Etta                   | Tvåa                     | Trea                     | Detaljer |
| -------------------------------------------------------------------------- | ----------------------------------- | ----------------------------------- | ----------------------------------- | ---------------------- | ------------------------ | ------------------------ | -------- |
| 1                                                                          | Gällivare                           | 10 km (F) intervallstart            | 24 november 2012                    | Marit Bjørgen          | Therese Johaug           | Kikkan Randall           |          |
| Nordiska öppningen (30 november till 2 december 2012)                      |                                     |                                     |                                     |                        |                          |                          |          |
| 2                                                                          | Kuusamo                             | Sprint (K)                          | 30 november 2012                    | Marit Bjørgen          | Jevgenija Sjapovalova    | Anastasija Dotsenko      |          |
| 2                                                                          | Kuusamo                             | 5 km (F) intervallstart             | 1 december 2012                     | Marit Bjørgen          | Kikkan Randall           | Julija Tjekaljova        |          |
| 2                                                                          | Kuusamo                             | 10 km (K) jaktstart [not1]          | 2 december 2012                     | Marit Bjørgen          | Therese Johaug           | Heidi Weng               |          |
| 2                                                                          | Nordiska öppningen – Slutresultat   | Nordiska öppningen – Slutresultat   | Nordiska öppningen – Slutresultat   | Marit Bjørgen          | Justyna Kowalczyk        | Heidi Weng               |          |
| 3                                                                          | Québec                              | Sprint (F)                          | 8 december 2012                     | Kikkan Randall         | Maiken Caspersen Falla   | Ida Ingemarsdotter       |          |
| 4                                                                          | Canmore                             | 10 km (K) masstart                  | 13 december 2012                    | Justyna Kowalczyk      | Anne Kyllönen            | Maiken Caspersen Falla   |          |
| 5                                                                          | Canmore                             | Sprint (F)                          | 15 december 2012                    | Maiken Caspersen Falla | Kikkan Randall           | Celine Brun-Lie          |          |
| 6                                                                          | Canmore                             | 7,5 + 7,5 km skiathlon              | 16 december 2012                    | Justyna Kowalczyk      | Anne Kyllönen            | Vibeke Skofterud         |          |
| Tour de Ski (29 december 2012 till 6 januari 2013)                         |                                     |                                     |                                     |                        |                          |                          |          |
| 7                                                                          | Oberhof                             | 3 km (F) prolog                     | 29 december 2012                    | Kikkan Randall         | Charlotte Kalla          | Justyna Kowalczyk        |          |
| 7                                                                          | Oberhof                             | 9 km (K) jaktstart                  | 30 december 2012                    | Justyna Kowalczyk      | Therese Johaug           | Anne Kyllönen            |          |
| 7                                                                          | Val Müstair                         | Sprint (F)                          | 1 januari 2013                      | Kikkan Randall         | Ingvild Flugstad Østberg | Heidi Weng               |          |
| 7                                                                          | Cortina–Toblach                     | 15 km (F) jaktstart                 | 3 januari 2013                      | Justyna Kowalczyk      | Charlotte Kalla          | Therese Johaug           |          |
| 7                                                                          | Toblach                             | 3 km (K) intervallstart             | 4 januari 2013                      | Justyna Kowalczyk      | Krista Lähteenmäki       | Astrid Jacobsen          |          |
| 7                                                                          | Val di Fiemme                       | 10 km (K) masstart                  | 5 januari 2013                      | Justyna Kowalczyk      | Kristin Størmer Steira   | Krista Lähteenmäki       |          |
| 7                                                                          | Val di Fiemme                       | 9 km (F) slutklättring [not1]       | 6 januari 2013                      | Therese Johaug         | Elizabeth Stephen        | Heidi Weng               |          |
| 7                                                                          | Tour de Ski – Slutresultat          | Tour de Ski – Slutresultat          | Tour de Ski – Slutresultat          | Justyna Kowalczyk      | Therese Johaug           | Kristin Størmer Steira   |          |
| 8                                                                          | Liberec                             | Sprint (K)                          | 12 januari 2013                     | Mona-Liisa Malvalehto  | Justyna Kowalczyk        | Maiken Caspersen Falla   |          |
| 9                                                                          | La Clusaz                           | 10 km (K) masstart                  | 19 januari 2013                     | Marit Bjørgen          | Therese Johaug           | Justyna Kowalczyk        |          |
| 10                                                                         | Sotji                               | Sprint (F)                          | 1 februari 2013                     | Kikkan Randall         | Aurore Jéan              | Celine Brun-Lie          |          |
| 11                                                                         | Sotji                               | 7,5 + 7,5 km skiathlon              | 2 februari 2013                     | Kristin Størmer Steira | Julija Tjekaljova        | Nicole Fessel            |          |
| 12                                                                         | Davos                               | Sprint (K)                          | 16 februari 2013                    | Justyna Kowalczyk      | Marit Bjørgen            | Anne Kyllönen            |          |
| 13                                                                         | Davos                               | 10 km (F) intervallstart            | 17 februari 2013                    | Therese Johaug         | Justyna Kowalczyk        | Kristin Størmer Steira   |          |
| Världsmästerskapen i nordisk skidsport 2013 (20 februari till 3 mars 2013) |                                     |                                     |                                     |                        |                          |                          |          |
| 14                                                                         | Lahtis                              | Sprint (F)                          | 9 mars 2013                         | Kikkan Randall         | Marit Bjørgen            | Alena Procházková        |          |
| 15                                                                         | Lahtis                              | 10 km (K) intervallstart            | 10 mars 2013                        | Justyna Kowalczyk      | Marit Bjørgen            | Heidi Weng               |          |
| 16                                                                         | Drammen                             | Sprint (K)                          | 13 mars 2013                        | Justyna Kowalczyk      | Heidi Weng               | Ingvild Flugstad Østberg |          |
| 17                                                                         | Oslo                                | 30 km (F) masstart                  | 17 mars 2013                        | Therese Johaug         | Justyna Kowalczyk        | Julija Tjekaljova        |          |
| Världscupsavslutning (20 till 24 mars 2013)                                |                                     |                                     |                                     |                        |                          |                          |          |
| 18                                                                         | Stockholm                           | Sprint (K)                          | 20 mars 2013                        | Justyna Kowalczyk      | Marit Bjørgen            | Kerttu Niskanen          |          |
| 18                                                                         | Falun                               | 2,5 km (F) intervallstart           | 22 mars 2013                        | Marit Bjørgen          | Charlotte Kalla          | Kikkan Randall           |          |
| 18                                                                         | Falun                               | 10 km (K) masstart                  | 23 mars 2013                        | Marit Bjørgen          | Therese Johaug           | Heidi Weng               |          |
| 18                                                                         | Falun                               | 10 km (F) jaktstart [not1][not2]    | 24 mars 2013                        | Therese Johaug         | Kikkan Randall           | Charlotte Kalla          |          |
| 18                                                                         | Världscupsavslutning – Slutresultat | Världscupsavslutning – Slutresultat | Världscupsavslutning – Slutresultat | Marit Bjørgen          | Therese Johaug           | Charlotte Kalla          |          |

#### Lagtävlingar
| Nr | Ort       | Disciplin         | Datum            | Etta                                                                   | Tvåa                                                                           | Trea                                                                                | Detaljer |
| -- | --------- | ----------------- | ---------------- | ---------------------------------------------------------------------- | ------------------------------------------------------------------------------ | ----------------------------------------------------------------------------------- | -------- |
| 1  | Gällivare | 4 x 5 km stafett  | 25 november 2012 | Norge I Vibeke Skofterud Therese Johaug Martine Ek Hagen Marit Bjørgen | Sverige I Ida Ingemarsdotter Sofia Bleckur Lisa Larsen Charlotte Kalla         | USA Holly Brooks Kikkan Randall Elizabeth Stephen Jessie Diggins                    |          |
| 2  | Québec    | Sprintstafett (F) | 7 december 2012  | USA I Jessie Diggins Kikkan Randall                                    | Tyskland Hanna Kolb Denise Herrmann                                            | Norge I Celine Brun-Lie Maiken Caspersen Falla                                      |          |
| 3  | Liberec   | Sprintstafett (F) | 13 januari 2013  | Norge I Ingvild Flugstad Østberg Maiken Caspersen Falla                | Sverige I Stina Nilsson Ida Ingemarsdotter                                     | Sverige II Linn Sömskar Magdalena Pajala                                            |          |
| 4  | La Clusaz | 4 x 5 km stafett  | 20 januari 2013  | Norge I Heidi Weng Therese Johaug Kristin Størmer Steira Marit Bjørgen | Finland Anne Kyllönen Aino-Kaisa Saarinen Riitta-Liisa Roponen Kerttu Niskanen | Norge II Vibeke Skofterud Ingvild Flugstad Østberg Martine Ek Hagen Astrid Jacobsen |          |
| 5  | Sotji     | Sprintstafett (K) | 3 februari 2013  | Finland Mona-Liisa Malvalehto Anne Kyllönen                            | Ryssland II Julija Ivanova Natalja Matvejeva                                   | Kanada Perianne Jones Daria Gaiazova                                                |          |